# Úherce u Nýřan
Úherce (deutsch Auherzen) ist eine Gemeinde (obec) im Bezirk Pilsen-Nord in der Region Pilsen der Tschechischen Republik.
Die Gemeinde umfasst eine Fläche von 7,98 km² und eine Bevölkerung von 273 Personen mit Stand Juli 2006.
Úherce liegt etwa 13 Kilometer südwestlich von Pilsen und 97 km südwestlich von Prag.

## Geschichte
Nach dem Münchner Abkommen wurde der Ort dem Deutschen Reich zugeschlagen und gehörte bis 1945 zum Landkreis Mies.
Im Ort befand sich eine Kirche, die um 1740 auf Kosten der Bewohner erbaut wurde. 1899 wurde sie wegen Baufälligkeit abgerissen und stattdessen eine neue Kirche pseudoromanischer Bauart errichtet, welche dem heiligen Josef geweiht ist.

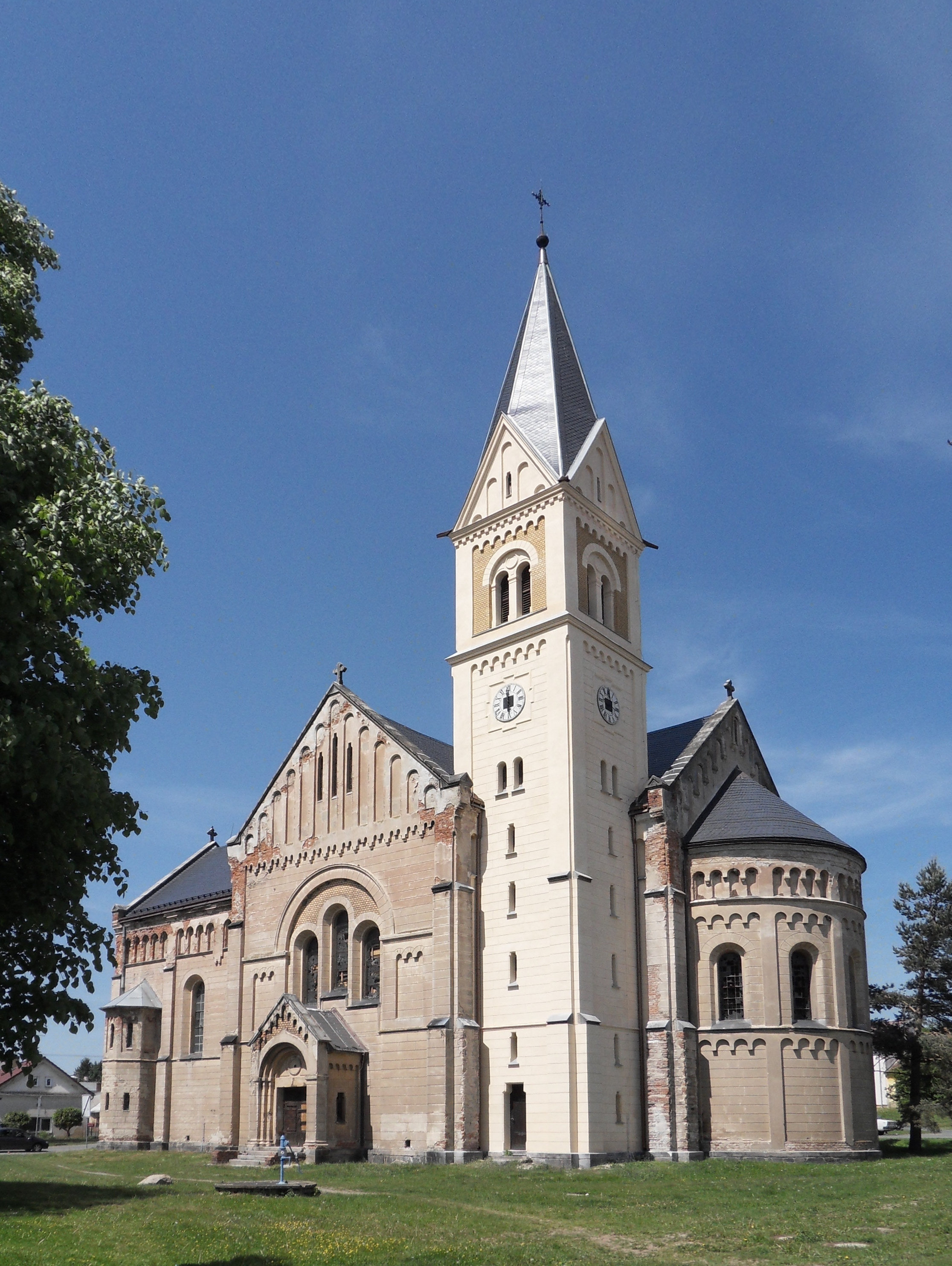
Kirche St. Josef in Auherzen

## Persönlichkeiten
- Vinzenz Hofmann (1857–1933), österreichischer und böhmischer Parlamentarier, Bürgermeister von Auherzen